# Noriko's Dinner Table
(Slogan promozionale.)
Noriko's Dinner Table (紀子の食卓?, Noriko no shokutaku) è un film del 2005, diretto da Sion Sono. È la seconda parte di una trilogia riguardante l'alienazione della società giapponese, iniziata nel 2002 con Suicide Club. È tratto dal romanzo Suicide Circle: The Complete Edition, scritto da Sion Sono nel 2002.

## Trama
Noriko è una ragazza di 17 anni, che vive a Toyokawa con la sua famiglia, composta dal padre Tetsuzo, dalla madre Taeko e dalla sorella Yuka. Insofferente all'ambiente che la circonda, meno emancipata di alcune coetanee e poco compresa dal padre che le attribuisce scarsa libertà decisionale riguardo al suo futuro, Noriko incomincia a riflettere su dove stia realmente dirigendo la sua vita e si convince che l'unico modo per trovare amici che la capiscano sia sfruttare la collaborazione di insegnanti e preside della sua scuola per ottenere l'accesso illimitato alle aule informatiche dell'edificio. Passa così sempre più tempo al computer, e iscrivendosi a un sito chiamato Haikyo.com (lett. "rovine") conosce una ragazza che si fa chiamare Ueno Station 54.
Noriko approfitta di un blackout in casa e rapidamente decide di fuggire a Tokyo, dove incontra Ueno Station 54, che si chiama Kumiko; ed è una strana ragazza che ha un lavoro altrettanto strano, ovvero quello della famiglia in affitto: Kumiko si finge parte di una famiglia, condividendo gioie e dolori e sostituendosi alle persone morte o scomparse. Kumiko è anche responsabile del Suicide Club, un sito che incita al suicidio giovani ragazzi e ragazze.
Sei mesi più tardi, alla stazione di Shinjuku, cinquantaquattro ragazze si suicidano gettandosi sotto un treno. Noriko, adesso diventata Mitsuko, e Kumiko assistono al suicidio di massa. Parallelamente seguiamo evolversi le vicende di Yuka, che pare conservare un umore apparentemente gioviale anche dopo aver testimoniato, seppure indirettamente, a questo tragico fatto. Così decide di cercare la sorella scomparsa e si reca anch'essa a Tokyo, mentre la madre di Noriko si suicida e il padre inizia a cercare indizi sul Suicide Club per ritrovare le figlie.
Noriko comprende le dinamiche del lavoro a cui Kumiko e altri suoi colleghi sono preposti; si tratta infatti di una vera e propria organizzazione in grado di fornire "famiglia in affitto" a chi, solo o annoiato dalla routine, decida di usufruire del servizio e della compagnia delle due ragazze singole o dell'intero nucleo famigliare. Ciò le diviene chiaro quando, recandosi con Kumiko presso l'abitazione di un cliente, un uomo solo e trasandato che ha scelto di recitare la parte del padre temporaneamente privato della presenza delle figlie ribelli, l'emozione tracima più del dovuto e nonostante gli sforzi di Kumiko nel farla desistere in quanto mera finzione, crede di dovere all'uomo quanto di più simile all'"affetto filiale" ella conosca, invano.
Yuka ritrova Noriko e si aggrega al gruppo di Kumiko, diventando Yoko. Tetsuzo ingaggia un uomo che deve far finta di volere le ragazze come sua famiglia, e si nasconde dentro un armadio. Una volta riunite tutte le ragazze, l'uomo esce dall'armadio, impugnando un coltello, ma viene pestato da un gruppo di teppisti. Tetsuzo li uccide tutti e si ricongiunge con le figlie, iniziando a mangiare insieme a Kumiko, quindi tutti vanno a letto serenamente, fingendo di essere una nuova famiglia.
Yuka però si sveglia ed esce all'alba, decidendo di diventare una nuova persona.

## Estetica e stile
Il film è diviso in cinque capitoli, intitolati Noriko, Yuka, Kumiko, Tetsuzo e Il coltello in tasca, ognuno dei quali racconta, tramite la voce fuori campo, le sensazioni e le storie dei vari personaggi. Il tutto è visualizzato tramite un flusso continuo di flashback, rimandi, visioni, in cui si sovrappongono tempi e luoghi.
Più che un sequel del film precedente, Noriko's Dinner Table è una riflessione sulla famiglia, sull'alienazione della società giapponese e sulla solitudine.

## Collegamenti ad altre pellicole
- Nel film sono presenti parti della sequenza iniziale di Suicide Club.
- Il continuo flusso di flashback, visioni e sogni rimanda alla struttura di Audition, film diretto da Takashi Miike nel 1999.

## Riconoscimenti
- 2005 - Karlovy Vary International Film Festival
  - Don Quijote Award
  - Premio speciale
- 2007 - Yokohama Film Festival
  - Premio speciale a Yuriko Yoshitaka